# Anapistula australia
Anapistula australia is een spinnensoort uit de familie Symphytognathidae. De soort komt voor in Queensland.